# 第2回帝国議会
第2回帝国議会（だい2かい ていこくぎかい）は、1891年（明治24年）11月26日に開会された大日本帝国の帝国議会（通常会）。

## 経緯・概要

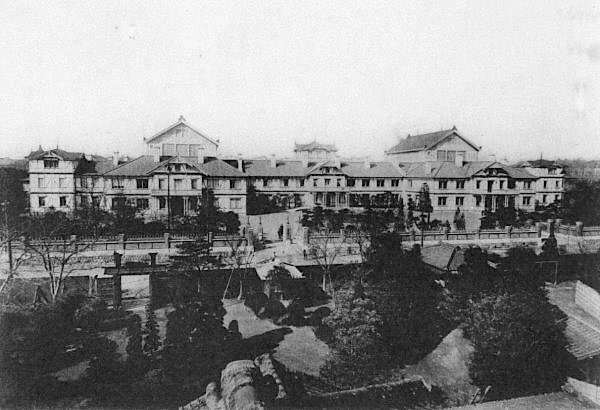
第二次仮議事堂
----
この仮議事堂は第2回帝国議会の開かれた1891年から1925年まで利用された。

1891年（明治24年）11月26日、第1次松方内閣の下で、第2回帝国議会が召集された。自由党の領袖河野広中によれば、第一議会（第1回帝国議会）はたぶんに欧米人の目を意識した儀式的な、ないし藩閥政府と民党との「顔見世興行」的な性格を持っており、第二議会（第2回帝国議会）こそ「真の第一議会」と称せられるべき性格を持たなければならなかった。

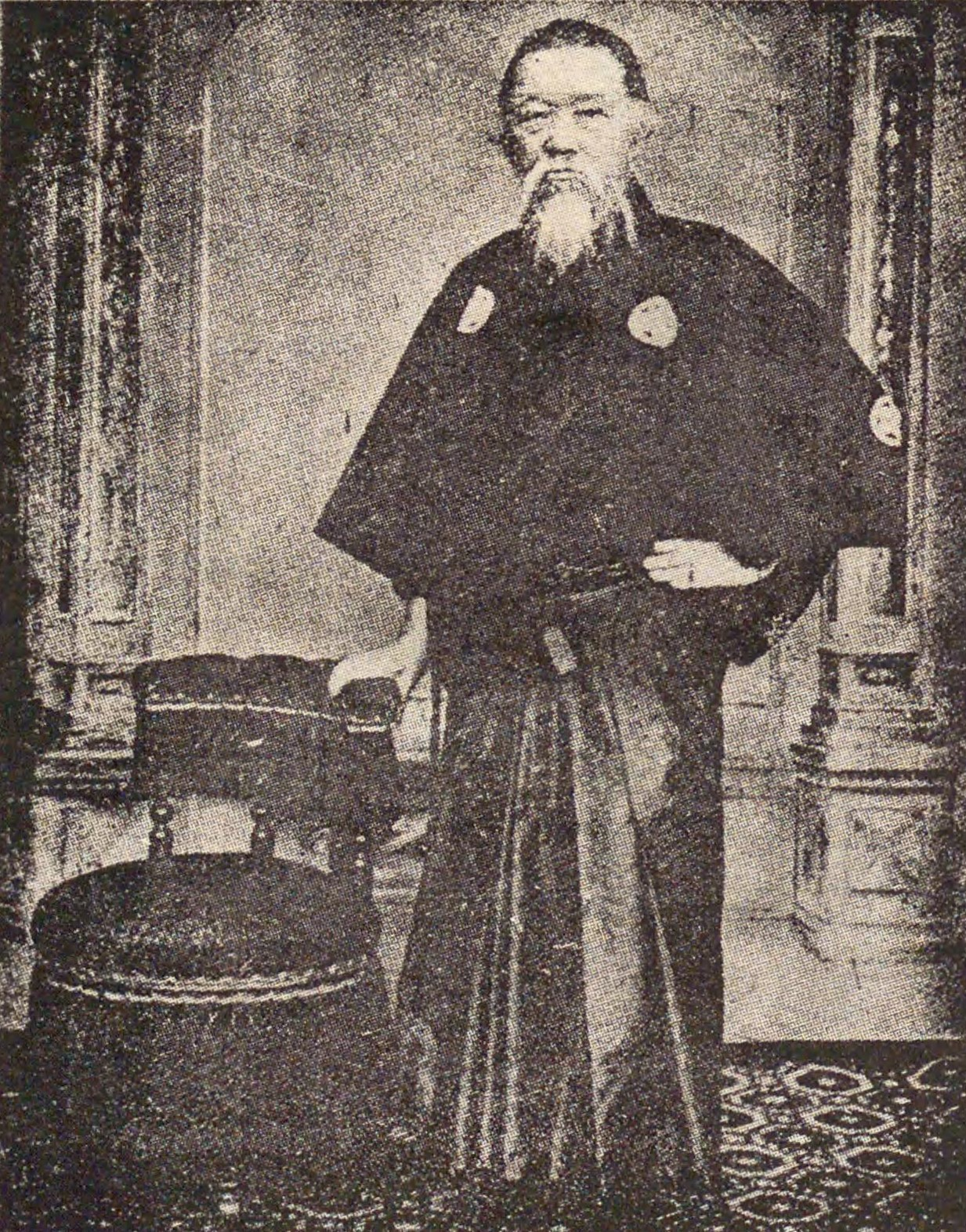
田中正造（1901年頃の写真）

衆議院では、栃木3区選出の田中正造議員（立憲改進党所属）より足尾鉱毒問題について、憲法第27条や鉱業条例第19条などによって、銅山採掘許可の取消しや被害救済対策、さらに、将来の鉱害予防方策などについての質問がなされた。これは、1880年代後葉より渡良瀬川およびその流域において魚類の減少や植物の枯死が顕著であり、その原因が栃木県上都賀郡の足尾銅山の鉱毒にあるのではないかと懸念されていたことを踏まえての質問であった。
民党にあっては、立憲自由党分裂ののち、ヨーロッパ留学から帰国した星亨が中心となって党内を調整し、選挙民からも干渉を受けない純然たる議員政党に改組し、院外に隠然たる勢力を持っていた大井憲太郎や左派の中江兆民らの勢力を排除して従来の大衆政党的要素を一掃する一方で、立憲改進党との提携を強化した。民党側は、第二議会では政府によるさまざまな切り崩しにも乱れることなく、軍艦建造費はじめ陸軍兵器弾薬改良費、砲台建設費、製鋼所設立費、鉄道国有公債案など、政府提案の軍事予算案がことごとく否決された。政府は党派を超えて希望の多い鉄道建設や私鉄国有化の案件で民党を懐柔し、切り崩そうともしたが効果がなかった。
このような状況に対し、12月22日の衆議院本会議において、海軍大臣樺山資紀が「薩長政府トカ何政府トカ言ッテモ、今日国ノ此安寧ヲ保チ、四千万ノ生霊ニ関係セズ、安全ヲ保ッタト云フコトハ、誰ノ功カデアル」（薩長政府けしからんというが、4000万日本人がともかくも平和に生きていられるのは、その薩長政府のおかげではないか）と発言、いわゆる「蛮勇演説」をおこなったことが原因で議会が紛糾した。樺山発言は藩閥政府側の本音であったとも思われるが、これを言っては審議はもはや成立しがたいものとなり、事態はいっそう険悪になった。しびれを切らした伊藤博文は、今までの行きがかりを置いて山口から内閣総理大臣の松方正義を激励した。結局、松方首相は1891年（明治24年）12月25日をもって衆議院解散とすることを決定した。予算削減に同意することをよしとしない政府の姿勢が示されたこととなる。これは、日本憲政史上、最初の解散権の行使となり、解散日の1891年12月25日をもって会期は終了した。
なお、これを受けて翌1892年2月15日には、第2回衆議院議員総選挙が実施された。

## 議席数

### 貴族院
| 種別       | 員数 |
| ---------- | ---- |
| 皇族       | 9    |
| 公爵       | 10   |
| 侯爵       | 23   |
| 伯爵       | 15   |
| 子爵       | 68   |
| 男爵       | 19   |
| 勅選       | 63   |
| 多額納税者 | 42   |
| 総計       | 249  |

### 衆議院
| 会派・政党 | 会派・政党                 | 会派・政党               | 議席数（概数） | 議席数（解散日） |
| ---------- | -------------------------- | ------------------------ | -------------- | ---------------- |
| 吏党       | 吏党                       | 吏党                     | 51             | 51               |
|            |                            | 大成会                   | 46             | 46               |
|            | 東北同盟会（安部井磐根ら） | 5                        | 5              |                  |
| 民党       | 民党                       | 民党                     | 203            | 205              |
|            |                            | 弥生倶楽部（立憲自由党） | 90             | 92               |
|            | 議員集会所（立憲改進党）   | 43                       | 43             |                  |
|            | 自由倶楽部（自由党土佐派） | 33                       | 33             |                  |
|            | 巴倶楽部                   | 17                       | 17             |                  |
|            | 独立倶楽部                 | 20                       | 20             |                  |
| 無所属     | 無所属                     | 無所属                   | 45             | 44               |
| 欠員       | 欠員                       | 欠員                     | 1              | -                |
| 総計       | 総計                       | 総計                     | 300            | 300              |

## 法律案
| 区分           | 提出件数 | 成立件数 |
| -------------- | -------- | -------- |
| 政府提出       | 16       | 2        |
| 貴族院議員発議 | 2        | 0        |
| 衆議院議員発議 | 52       | 0        |
| 総計           | 70       | 2        |

### 成立した主な法律案
- 那覇地方裁判所及那覇区裁判所設置法案[注釈 5]
- 明治七年以後ノ戦役ニ死没シタル軍人軍属ノ遺父母及祖父母扶助ニ関スル法律案[注釈 6]

### 不成立となった主な法律案
- 府県監獄費及府県監獄建築修繕費ノ国庫支弁ニ関スル法律案[注釈 7]